# EA-2012
EA-2012（化学式：C74H83B2N2O5P）是一种剧毒有机磷神經性毒劑，是一种非常强效的乙酰胆碱酯酶抑制剂，不溶于水，能抵抗阿托品和肟类的解毒。